# Teatro futurista
Con la locuzione teatro futurista si intendono tutte quelle esperienze teatrali che si svilupparono in seno al movimento futurista e che investirono i diversi campi dell'arte teatrale, dalla drammaturgia alla scenografia, dalla recitazione fino alla relazione teatrale che lega l'evento allo spettatore.
L'ideatore e principale sostenitore del teatro futurista fu Filippo Tommaso Marinetti, già personalità principale dell'intero movimento, che vedeva nel teatro un importante mezzo di comunicazione e il fenomeno artistico dove maggiormente era possibile l'applicazione dei principi di dinamicità e sovversione della morale comune propugnata già nel Manifesto del futurismo, dichiarazione sintetica degli intenti dei futuristi, pubblicato sul quotidiano francese Le Figaro il 20 febbraio 1909.

## Le caratteristiche
Il teatro futurista non fu un fenomeno omogeneo e fu fortemente caratterizzato dalle idee ampiamente rivoluzionarie di Marinetti, che fissò dei punti cardine dell'evento teatrale futurista, contrapponendolo al teatro borghese di matrice fine ottocentesca.
Le idee di base furono espresse principalmente in tre documenti: Il Teatro di Varietà del 1913, firmato da Marinetti; Il Teatro futurista sintetico del 1915, ad opera di Marinetti, Emilio Settimelli e Bruno Corra; Il Teatro della sorpresa del 1921, firmato da Marinetti e Francesco Cangiullo.
Comune nelle dichiarazioni di intenti fu la distruzione delle forme drammatiche convenzionali tramite l'assenza totale di trama, il rifiuto di attingere ai capolavori del passato per creare opere teatrali nuove, la volontà di sottrarre il teatro al mercato dell'intrattenimento per non renderlo più schiavo del sistema commerciale. Come rottura col passato, oltre al rifiuto del teatro classico fu propugnata l'opposizione al dramma borghese, alla ricostruzione del dramma storico, alla riproduzione della realtà quotidiana del dramma verista, al lirismo dell'opera e al patetismo del dramma da feuilletton, che tendeva sostanzialmente alla commozione del pubblico ed alla sua partecipazione passiva all'evento.
Il primo punto del Manifesto dei drammaturghi futuristi dell'11 gennaio 1911, sempre ad opera di Marinetti, spingeva al disprezzo del pubblico che utilizzava il teatro unicamente come occasione di "orgoglio intellettuale", augurandone invece la partecipazione attiva: in questo vi è la voluttà di essere fischiati, per spingere le platee ad esprimere la propria opinione di fronte ad un evento artistico.
Dal punto di vista drammaturgico, vi sarebbe stato l'abbandono, oltre che della trama, anche del verso e della prosa a favore del verso libero, che avrebbe distrutto la sintassi e, con essa, i retaggi della precedente letteratura teatrale, concepita come antica e lontana dal dinamismo della contemporaneità.
Solo il teatro di varietà scampò al rifiuto del passato da parte di Marinetti: avvertito come sovversivo, moderno, veloce, anti-lirico e capace di stupire, il genere teatrale divenne un modello da imitare poiché rappresentava la sintesi di tutto ciò che i futuristi chiedevano: velocità, utilizzo di varie discipline (tra cui l'importante cinematografo, simbolo di modernità) che lavorano in sinergia tra loro, cinismo espressivo, rumorosità, punto di incontro tra differenti strati sociali, abbandono del bon-ton a favore della parola libera. Come riporta il manifesto:
(Il Teatro di Varietà)
Dal punto di vista dello spazio scenico, l'attacco alla tradizione venne condotto da Enrico Prampolini in Scenografia e coreografia futurista, documento nel quale viene richiesta l'abolizione della scena dipinta e, dunque, la sua creazione in funzione antinaturalistica; la sostituzione della scenografia da un insieme strutturale che susciti emozioni dirette e violente e che richieda la decodificazione da parte del pubblico per assumere una valenza espressiva; la rivendicazione del lavoro dello scenografo come creatore e non come esecutore, e che quindi ha capacità e possibilità di essere al pari del musicista o del drammaturgo. Nella furia distruttrice ed innovatrice, Prampolini disegna i tentativi di riforma della scena da parte di Adolphe Appia, Gordon Craig, Max Reinhardt ed altri come semplici "ostentazioni" e non come innovazioni. La nuova scenografia futurista viene dunque pensata come sintesi di "dinamismo, simultaneità e unità d'azione tra uomo e ambiente" che si esprime in un trionfo di colori, forme geometriche, astrazione delle forme ed ampio utilizzo della luce elettrica come elemento scenografico a sé stante.

## I manifesti del teatro futurista
- Manifesto dei drammaturghi futuristi, (11 gennaio 1911), Marinetti
- Il Teatro di Varietà, (1º ottobre 1913), Marinetti
- Il teatro futurista sintetico, (1915), Corra, Settimelli, Marinetti
- La declamazione dinamica e sinottica, (1915), Marinetti
- Il teatro aereo futurista, (11 aprile 1919), Fedele Azari
- Il teatro visionico, (1920), Pino Masnata
- Il teatro della Sorpresa, (11 ottobre 1921), Marinetti, Cangiullo
- Il Teatro Totale per masse, (1933), Marinetti